# Cryptus trochanterator
Cryptus trochanterator är en stekelart som beskrevs av Christian Gottfried Daniel Nees von Esenbeck 1830. Cryptus trochanterator ingår i släktet Cryptus och familjen brokparasitsteklar. Inga underarter finns listade i Catalogue of Life.